# Авеланш-де-Сіма
Авеланш-де-Сіма (порт. Avelãs de Cima; МФА: [ɐ.vɨ.ˈɫɐ̃ʒ dɨ ˈsi.mɐ]) — парафія в Португалії, у муніципалітеті Анадія. Розташована в західній частині країни, на теренах історичної португальської провінції Бейра. Входить до складу округу Авейру. За адміністративним поділом, чинним до 1976 року, терени парафії були складовою провінції Берегова Бейра. 
Належить до Авейрівської діоцезії Католицької церкви. Патрон — святий Петро. Площа — 40,5780 км². Населення — 2185 ос. (2011). Слабо урбанізований регіон. Густота населення — 53,85 осіб/км²
```
Код — 010305.
```

## Географія

Анадія (2013)
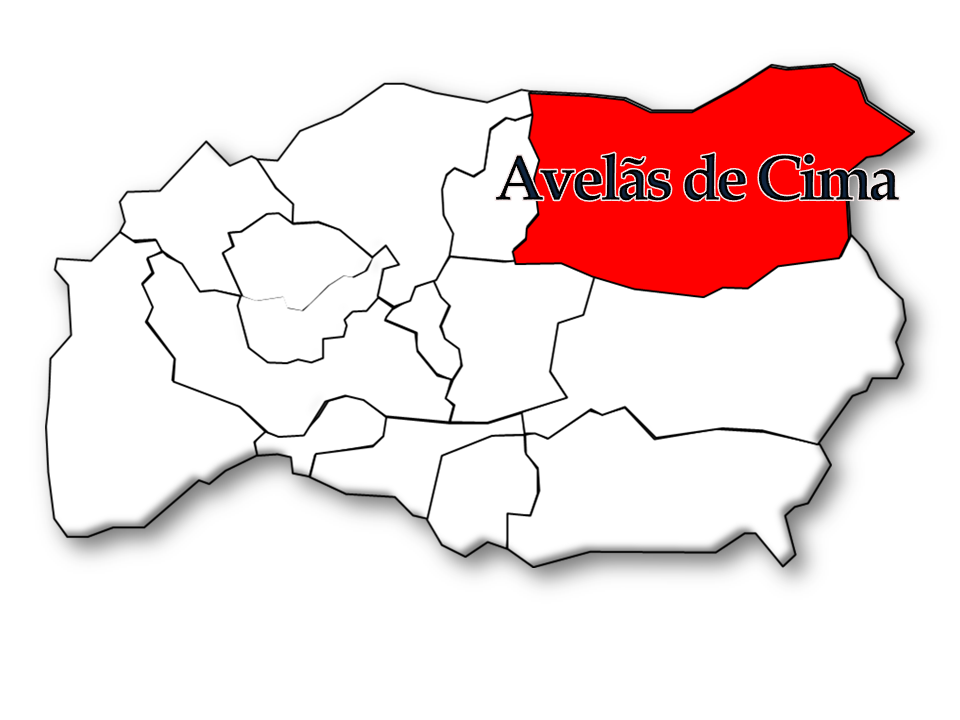
Авеланш-де-Сіма

## Населення
| Кількість мешканців | Кількість мешканців | Кількість мешканців | Кількість мешканців | Кількість мешканців | Кількість мешканців | Кількість мешканців | Кількість мешканців | Кількість мешканців | Кількість мешканців | Кількість мешканців | Кількість мешканців | Кількість мешканців | Кількість мешканців | Кількість мешканців |
| ------------------- | ------------------- | ------------------- | ------------------- | ------------------- | ------------------- | ------------------- | ------------------- | ------------------- | ------------------- | ------------------- | ------------------- | ------------------- | ------------------- | ------------------- |
| 1864                | 1878                | 1890                | 1900                | 1911                | 1920                | 1930                | 1940                | 1950                | 1960                | 1970                | 1981                | 1991                | 2001                | 2011                |
| 1 558               | 1 653               | 1 539               | 1 459               | 1 633               | 1 672               | 1 829               | 2 019               | 2 307               | 2 172               | 2 086               | 2 360               | 2 527               | 2 446               | 2 185               |